# 奈加あきら
奈加 あきら（なかあきら、1959年1月4日 - ）は、日本の緊縛師。

## 略歴
1959年（昭和34年）1月4日、新潟県西蒲原郡巻町（現在の新潟市西蒲区巻）に生まれる。
10歳の時に山梨県へ移転。
18歳で上京後、飲食業、スタジオ業、プロダクション業などに携わりながら、30歳で濡木痴夢男氏の緊縛を目にして衝撃を受ける。
その後、濡木氏主宰の「緊縛美研究会」にて研鑽を積み、緊縛師となる。多くのAVや雑誌で「縛り係」として活躍するも、2005年（平成17年）にビデオの撮影現場で心筋梗塞を発症、半年ほどの療養生活を強いられる。
その後はみずからイベントを主催したり緊縛ライブに出演するなど活動の領域を広げ、2009年より緊縛写真家・杉浦則夫のメイン緊縛師を務め、2013年（平成25年）からは海外でも活躍し、その緊縛スタイルは欧米で「Naka Style」と呼ばれている。

## 主な活動歴
1988年頃　スタジオとモデルプロダクションの経営を始める。
※以下、特に「註」のないものは奈加あきらのドキュメンタリー映像『牡丹の囁き』（監督 Vincent Guilbert／2016）参照。
1990年頃　マネージャーとしてシネマジックの撮影現場にモデルを連れて行く。そこで初めて濡木痴夢男の緊縛を生で見て衝撃を受ける。
1990年代　濡木痴夢男主宰「緊縛美研究会」（註1参照）に参加。
1995年9月　緊美研第115回例会で完成した刺青を会員に披露したことが緊美研通信16号に掲載。
その後、シネマジック作品を皮切りに多くのAV作品に緊縛担当として参加および出演する。
2005年初夏　相模湖畔で行われたビデオ撮影の現場で心筋梗塞の発作に襲われ、緊急入院・手術。
2005年9月　英国テレビ局「チャンネル5」より、海外初の取材を受ける。
2006年6月　AVメーカー・ドグマの５周年記念作品『縄・トライアングルレズビアン』にて古民家を丸ごと縛り上げるというインスタレーション作品のような緊縛を披露。
2008年1月　横浜の「ストリップ浜劇」にて友田真希と初の緊縛ライブを行う。
2008年　監督・夢流ZOUと組んで緊縛レーベル「夢流想倶楽部」を設立。
2009年3月　女性限定イベント「雨宮まみのエクスタシーサミット」（＠渋谷・アップリンクファクトリー）に出演して、緊縛を実演。
2010年　愛染恭子引退作品となった団鬼六原作『奴隷船』(金田敬監督／新東宝／2010）に出演、及び緊縛指導。
2011年3月　奈加の緊縛写真集『責め縄絵巻：緊縛師・奈加あきらの世界』（サニー出版）発売。
2011年6月　東京・スタジオ六本木倶楽部にて第一回『縄奈加會』を開催。
2012年9月　「サディスティックサーカス2012」（＠新宿・FACE）に紫月いろはと初出演。
2013年1月　東京・「四谷アウトブレイク」にて開催の「さろん・ど・四谷『春聯(しゅんれん)』」というイベントの緊縛ライブで遠藤ミチロウと共演。
2013年2月　奈加あきらが緊縛指導した『R-18文学賞vol.1 自縄自縛の私』（配給：よしもとクリエイティブ・エイジェンシー）が公開。
2013年4月　ロシアで行われた『MOSCOW KNOT』に招待され、奈加初の海外出演。
2014年11月、『奈加あきら緊縛写真集（DVDつき）』（写真・佐藤恵里沙／大洋図書）発売。
2016年7月　奈加あきらのドキュメンタリー『牡丹の囁き』上映会。トーク出演：奈加あきら、Vincent Guilbert、雨宮まみ。
2018年3月　『新潮45』（新潮社）３月号に奈加あきら取材記事『緊縛師として生きる』が掲載。
2018年5月　『週刊SPA!』（扶桑社）5月1・8日合併号の特集「エロが変わる」のPart2「風俗業界の明と暗」において「空前の緊縛ブーム到来！　外国人が殺到する繩師」で奈加あきらが紹介される。
2018年6月　奈加が緊縛師として参加したオムニバス写真集『DARK EROS』（玄光社／Jingna Zhang、沢渡 朔、村上キヨ、TRMN、笠井 爾示）が発売。
2018年7月　第1回『責め縄緊縛研究会』をアトリエNAKAにて開催。
2019年2月　東京・阿佐ヶ谷ロフトAにて『緊縛師 奈加あきら30周年祝&還暦祝トークライブ 「この際だから全部喋っちゃえ!」』開催。出演は奈加の他に神田つばき、三代目葵マリー、友田真希、川上ゆう、紫月いろは、森下くるみ、夕樹舞子など。
2021年3月　秋田市にピザハウス「PIZZA NDANO」をオープン。
2025年2月　奈加あきらの半生を記した『縄　緊縛師・奈加あきらと縛られる女たち』（花房観音著／大洋図書／ISBN978-4813076315）発売。

## 関連書籍
- 花房観音『縄　緊縛師・奈加あきらと縛られる女たち』大洋図書、2025年。ISBN 978-4813076315

- 佐藤恵里沙『哀しき熱帯　奈加あきらの⾭』撞着社、2017年。ISBN 978-4909126009

- 奈加あきら（監修）、佐藤恵里沙（写真）『奈加あきら緊縛写真集』（ミリオンムック）大洋図書、2014年。ISBN 978-4813071600

## 脚註
1. ↑  註1　濡木痴夢男（ぬれき・ちむお、1930〜2013　本名・飯田豊一）東京都出身。日本の戦後SM文化の中心的人物の一人。編集者、文筆家、緊縛師のほか、映像作家、演劇、活弁、紙芝居など幅広い分野で活動。1953年（昭和28年）に『奇譚クラブ』への読者投稿をきっかけに、同誌発行人であった須磨利之と出会い、『裏窓』の編集（のちに編集長）に携わるようになり、70年代のSMブーム時には多くの雑誌や映像で緊縛を担当し、以降の緊縛師に多大な影響を与えた。1985年（昭和60年）から緊縛愛好者のサロン「緊縛美研究会」を立ち上げ、1989年（平成元年）からは『緊美研通信』（発行／不二企画）という会報誌を発行した。参照https://smpedia.com/index.php/濡木痴夢男
2. ↑  註2　株式会社シネマジック（CineMagic）は、1983年に設立された日本のアダルトビデオメーカーである。
3. ↑  註3　『SMネット』Vol.36（発行／サニー出版、2005年10月発行）
4. ↑  註4　『SMネット』平成18年8月号（発行／サニー出版、2006年6月発行）
5. ↑  註5　『SMネット』平成20年4月号（発行／サニー出版、2008年2月発行）
6. ↑  註6　『SMネット』平成20年8月号（発行／サニー出版、2008年6月発行）
7. ↑  註7　『SMネット』平成21年6月号（発行／サニー出版、2009年6月発行）
8. ↑  註8　https://www.toei-video.co.jp/catalog/dszd08032/
9. ↑  註9　https://ndlsearch.ndl.go.jp/books/R100000002-I000011154462
10. ↑  註10　http://nakaakira.com/blog/page/17/
11. ↑  註11　『SMネット』平成24年12月号（発行／サニー出版、2012年10月発行）
12. ↑  註12　『SMネット』平成25年4月号（発行／サニー出版、2013年2月発行）
13. ↑  註13　http://yoshimoto-me.co.jp/artist/r-18jijoujibakunowatashi/discography_detail/656
14. ↑  註14　『SMネット』平成25年6〜８月号（発行／サニー出版、2013年4月および6月発行）
15. ↑  註15　https://taiyohgroup.jp/r18/book/photobook/photobook-adult/id000557/
16. ↑  註16　https://shibuya.uplink.co.jp/event/2016/44414
17. ↑  註17　https://www.shinchosha.co.jp/shincho45/backnumber/20180217/
18. ↑  註18　https://nikkan-spa.jp/magazine/1471302
19. ↑  註19　http://www.genkosha.co.jp/gmook/?p=16587
20. ↑  註20　http://nakaakira.com/blog/page/6/
21. ↑  註21　https://www.loft-prj.co.jp/schedule/lofta/108073
22. ↑  註22　https://x.com/nawanaka1mon/status/1363730753356402689
23. ↑  註23　https://taiyohgroup.jp/book/book-whole/nonfiction/id005396/

## 参照
『牡丹の囁き』（監督 Vincent Guilbert／2016）
https://www.jikken-karasu.com/films/牡丹の囁き